# Promonturconchum superbum
Promonturconchum superbum är en snäckart som beskrevs av Alan Solem 1997. Promonturconchum superbum ingår i släktet Promonturconchum och familjen Camaenidae. Inga underarter finns listade i Catalogue of Life.